# Navigando
Navigando è il secondo album del gruppo calabrese dei QuartAumentata uscito nel 2002.

## Formazione
- Paolo Sofia - voce
- Salvatore Gullace - chitarra, mandolino, charango, nashtakar, cori
- Giuseppe Platani - basso
- Massimo Cusato - percussioni, batteria

### Altri musicisti
- Francesco Loccisano
- Claudio Passavanti
- Manuela Cricelli

## Tracce
1. Vai – 3:01 (testo: Sofia – musica: Battaglia)
2. Fimmana – 4:02 (testo: Platani – musica: Sofia-Scoleri)
3. 'Mbiviti nattru – 5:15 (testo: Sofia – musica: Platani-Macrì)
4. Scumpigghjiu – 3:17 (testo: Platani – musica: Platani)
5. Preghiera – 2:39 (testo: Sofia – musica: Platani-Macrì)
6. Racconto – 2:19 (testo: Cusato – musica: Passavanti)
7. Nui simu – 3:00 (testo: Platani – musica: Ammendolea)
8. Il traffico dei popoli – 4:20 (testo: Sofia – musica: Platani-Camarilla)
9. Vola vola – 4:06 (testo: Platani – musica: Platani)
10. A morti non mi tocca – 3:36 (testo: Sofia – musica: Platani-Ammendolea)
11. Navigando – 5:08 (testo: Platani)
12. Il richiamo (tratto dal film Tornare indietro) – 2:32 (testo: Platani – musica: Sofia-Scoleri)